# كفيل أحمد
كفيل أحمد (1 يناير 1979 - 2 أغسطس 2007) كان واحدا من اثنين وراء أحداث السيارات المفخخة في لندن 2007 وهجوم مطار غلاسكو 2007. توفي متأثراً بجروح أصيب بها في الهجوم الأخير.

## التاريخ
كان أحمد من المسلمين الهنود الذين ولدوا في بنغالور بالهند ونشأ في المملكة العربية السعودية خلال فترة عمل والديه في الطب هناك. كان مهندسًا يدرس للحصول على درجة الدكتوراه في ديناميات الموائع الحسابية. وغالبًا ما يشار إليه خطأً كطبيب في التقارير الإخبارية.
أظهرت سجلات الهاتف المحمول أنه خلال فترة إقامته في الهند في الفترة 2005-2007، كان أحمد قد أجرى اتصالات متكررة مع مالطا والمملكة المتحدة وفنلندا والمملكة العربية السعودية وسلطنة عمان. في مايو 2007، قبل مغادرته إلى بريطانيا من مسقط رأسه بنغالور، عهد لوالدته بالاحتفاظ بقرص مضغوط قال إنه يحتوي على بعض المعلومات المهمة عن «مشروعه». تم تسليم القرص للشرطة للتحليل. على الرغم من أن التحليل لم يكتمل بعد، فقد تم الكشف عن أن القرص يحتوي على خطاب لزعيم تنظيم القاعدة أسامة بن لادن، والدعاية ضد المملكة المتحدة والولايات المتحدة،  بعض أدبيات الجهاد ومحنة المسلمين في العراق، أفغانستان والشيشان. اتضح أن أحمد تابع بعناية الحملات في العراق وأفغانستان وفلسطين، وكان يتردد على غرف الدردشة الإسلامية على الإنترنت. تضمنت المواد الرقمية التي تم العثور عليها صورًا بيانية لأحداث التعذيب الواقعية في الشيشان، ومئات من تصاميم القنابل من الإنترنت.
كان كفيل شقيقه سبيل أحمد، الذي تم اعتقاله أيضًا في أعقاب الهجوم. تشير مذكرة الانتحار التي تركت وراءه إلى أن راكب السيارة، بلال عبد الله وكفيل يعتزمان الموت في الهجوم.
وفقا لمصادر الشرطة، كان مهندس ويتابع الدكتوراه في ديناميات السوائل الحسابية في جامعة أنجليا روسكين، في المملكة المتحدة، حول موضوع «النهج الحسابي لطباعة الحبر النفاث للخرائط اللمسية» كان قد حصل على بكالوريوس الهندسة الميكانيكية من الهند، وعلى درجة الماجستير في الفلسفة. شهادة في هندسة الطيران من جامعة كوينز بلفاست. ربما كان في المملكة المتحدة منذ سبتمبر 2003. يُعتقد أنه نظم اجتماعًا يوم الشيشان في مدينته بنجالور، في فبراير 2006.
كمهندس طيران، عمل أحمد من ديسمبر 2005 إلى أغسطس 2006 في شركة Infotech ، وهي شركة هندية للاستعانة بمصادر خارجية تقدم خدمات للعملاء مثل إيرباص وبوينج، قبل الاستقالة فجأة. من الممكن أن يكون لديه وصول إلى معلومات التصميم الحساسة حول شركات الطيران المختلفة.
كان عضوا في طائفة التبليغ التبشيري.

## الحوادث 2007

### تفجير سيارة مفخخة في لندن
هناك دلائل تشير إلى أن كفيل أحمد وبلال عبد الله وراء تفجير السيارات الملغومة في لندن عام 2007، وتجري تحقيقات لكشف تورط محتمل في إطلاق النار على المعهد الهندي للعلوم عام 2005 المميت، وهو هجوم مع مشتبهين مجهولين لا يزالون طلقاء.
كشف تقرير إخباري لـ Rediff أن أحمد كان يخطط لبناء مجمع سكني في ضواحي مدينة بنغالور حيث سيتم تطبيق الشريعة الإسلامية قسراً على السكان، على الرغم من الدستور الهندي العلماني وفصل الدين عن الدولة. في كانون الثاني (يناير) من هذا العام، عطل كفيل اجتماعًا نظمته منظمة مقرها بنغالور لمناقشة الإصلاح في الإسلام. قبل هجومه في غلاسكو، كان قد زار العديد من المواقع الإسلامية، بما في ذلك جماعة الدعوة، المنظمة الأم للجماعة لشكر طيبة.

### هجوم مطار جلاسجو
تم اعتقاله من قبل شرطة ستراثكلايد (اسكتلندا) في أعقاب هجوم مطار جلاسجو 2007. وقد احتُجز في مستشفى غلاسكو الملكي في حالة حرجة، بعد تعرضه لحروق شديدة في الهجوم. كان يعاني من حروق بنسبة 90٪ من جسده، ولم يكن من المتوقع أن يبقى على قيد الحياة، فقد تم إحياؤه مرتين بحلول 4 يوليو. ذكرت صحيفة صن أن دائرة الصحة الوطنية البريطانية كانت تدفع أكثر من 5000 جنيه إسترليني يوميًا لإبقائه على قيد الحياة، بينما ذكرت مصادر أمنية أن هذا المبلغ يصل إلى 30,000 جنيه إسترليني عند تضمين تكاليف الأمن.

## الموت
في 2 أغسطس 2007، ذكرت شرطة ستراثكلايد أن أحمد توفي في مستشفى غلاسكو الملكي.

## روابط خارجية
- يركز التحقيق البريطاني في الإرهاب على الأطباء
- مفجري غلاسكو «وراء هجمات لندن»
- مؤامرة الإرهاب NHS: الشرطة التحقيق في شبكة البريد الإلكتروني العالمية المستخدمة من قبل «المفجرين»